# بطولة ويمبلدون 1928
قائمة ببطولات ويمبلدون لسنة 1928:

## فردي رجال
رينيه لاكوست هزم  هنري كوهيت . النتيجة: 6-1 4-6 6-4 6-2

## فردي سيدات
هيلين ويلز مودي هزمت  ليلي دي ألفاريس. النتيجة: 6-2, 6-3